# Komet Cučinšan 1
Komet Cučinšan 1 (uradna oznaka je 62P/Tsuchinshan) je periodični komet z obhodno dobo okoli 6,6 let. Pripada Jupitrovi družini kometov.

## Odkritje
Komet so odkrili 1. januarja 1965 na Observatoriju Purple Mountain na Kitajskem. Imenuje se po observatoriju, kjer je bil odkrit.